# Mark Bunn
Mark John Bunn (Camden, 16 novembre 1984) è un allenatore di calcio ed ex calciatore inglese, di ruolo portiere.

## Carriera
Nella stagione 2010-2011 è il secondo portiere del Blackburn, e con la squadra esordisce in massima serie.
Nel mese di agosto del 2012 passa al Norwich City.